# Doris Langer

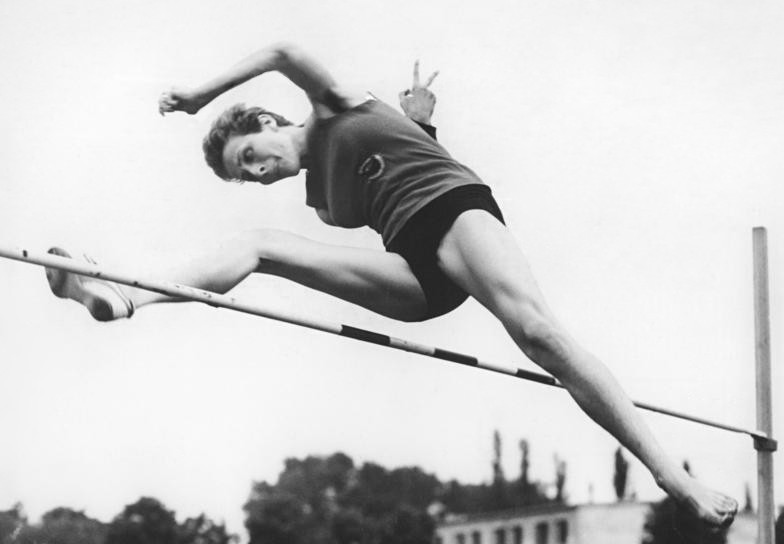
Doris Walther 1962 in Potsdam

Doris Langer, geb. Doris Walther (* 29. September 1938 in Weißenfels) ist eine ehemalige Leichtathletin aus der Deutschen Demokratischen Republik (DDR). Bei den Europameisterschaften 1962 belegte sie den fünften Platz im Hochsprung.
Nach einem siebten Platz 1959 gewann sie 1960 den DDR-Meistertitel mit 1,64 m. 1962 qualifizierte sich Doris Walther für die gesamtdeutsche Mannschaft bei den Europameisterschaften 1962 in Belgrad. Dort wurde sie mit 1,67 m Fünfte mit sechs Zentimetern Rückstand auf Bronze. Im Herbst 1962 steigerte sie den DDR-Rekord auf 1,71 m und wurde mit dieser Höhe DDR-Meisterin. 
Seit ihrer Heirat 1962 trat sie als Doris Langer an. 1963 gewann sie ihren dritten DDR-Meistertitel mit übersprungenen 1,69 m. 1964 hinter Gerda Kupferschmied und 1965 hinter Rita Gildemeister belegte Doris Langer jeweils den zweiten Platz, bei den Meisterschaften 1966 wurde sie Dritte. 1964 qualifizierte sie sich für die Olympischen Spiele in Tokio zusammen mit Karin Rüger und Gerda Kupferschmied. Doris Langer trat aber in Tokio nicht zur Qualifikation an. 
Doris Langer stellte insgesamt sechs DDR-Rekorde auf, den letzten von 1,73 m im Juni 1964. Ihr Sprung von 1,68 m 1960 in Jena stellte den gesamtdeutschen Rekord von Inge Kilian ein. Die 1,71 m im September 1962 stellten den gesamtdeutschen Rekord von Ingrid Becker ein. Der Sprung über 1,73 m im Juni 1964 in Sofia war für zehn Tage gesamtdeutscher Rekord, dann wurde er als DDR-Rekord und als gesamtdeutscher Rekord von Karin Rüger übertroffen. 
Doris Langer startete für den SC Leipzig bzw. als Doris Walther für den SC Lok Leipzig, sie ist gelernte Industriekauffrau.